# تيمو بيكر (لاعب كرة قدم)
تيمو بيكر (بالألمانية: Timo Becker)‏ هو لاعب كرة قدم ألماني، ولد في 25 مارس 1997 في هيرتن في ألمانيا. لعب مع روت فايس إيسن.

## وصلات خارجية
- تيمو بيكر (لاعب كرة قدم) على موقع قاعدة بيانات كرة القدم.إي يو (الإنجليزية)
- تيمو بيكر (لاعب كرة قدم) على موقع Soccerway.com (الإنجليزية)
- تيمو بيكر (لاعب كرة قدم) على موقع عالم كرة القدم.نت (الإنجليزية)